# Heizwerk Köln-Südstadt
Das Heizwerk Köln-Südstadt (oder kurz: Heizwerk Süd(stadt)) ist ein historisches, aber noch aktives Fernwärmewerk in der südlichen Neustadt Kölns. Auf dem Areal befindet sich auch die Trinkwasserversorgung der Kölner Innenstadt. Bis Ende 2017 erzeugte das Heizwerk auch Strom.

## Geschichte
Nach dem Abriss der mittelalterlichen Stadtmauer und der vorgelagerten Wallanlagen ab 1880 galt es die Flächen vor dem Inneren Festungsgürtel sinnvoll zu bebauen.
So wurde ein ganzer Baublock, begrenzt von den Straßen Zugweg, Bonner Wall und Ohmstraße für den Bau neuer kommunaler Versorgungseinrichtungen vorgesehen. Das Pumpenhaus des Wasserwerks Severin I wurde zuerst im Jahre 1883/84 errichtet. Sechs Jahre später folgte 1890/91 das Elektrizitätswerk (Zentrale 1). Es schlossen sich verschiedene Kesselhäuser an. 1901 wurde das Ensemble um das Pumpwerk Severin II erweitert, welches mit einem unterirdischen Trinkwasserreservoir (20.000 Kubikmeter) ergänzt wurde. Alle Bauten wurden zwischen 1883 und 1909 errichtet.
Ausführender Architekt war u. a. Heinrich Deutz (* 1840 in Köln; † 1907 ebenda).
Der Baustil orientierte sich mit seinen repräsentativen gelben Backsteinfassaden an der deutschen Renaissance und am Klassizismus. Die späteren, jeweils aus rotem Backstein bestehenden Bauten folgten anderen, älteren Stilen. Das 1898–1900 erbaute zweite Elektrizitätswerk (Zentrale 2) suchte romanische Formen. In aufwendigen neugotischen Formen (siehe Backsteingotik), in den 1970er Jahren teilweise rekonstruiert, wurde das Elektrizitätswerk mit den Wechselstromgeneratoren errichtet.
Das Gelände wurde erbaut und betrieben von der „Gas-, Elektrizitäts- und Wasserwerke Köln AG (GEW)“.

### Erste Nutzung
Der erste Strom aus dem neu erbauten Kraftwerk wurde am 12. September 1891 in den Kölner Volksgarten geliefert und erhellte den dort abgehaltenen 21. Deutschen Juristentag. Der reguläre Betrieb begann jedoch erst drei Wochen später am 1. Oktober 1891.
Im Wesentlichen wurde zuerst die Altstadt und die Ringe versorgt. Die öffentliche Beleuchtung wurde teilweise daraus gespeist, wie auch Handwerker und Fabriken, die mit dem gelieferten Strom kleinere Motoren betrieben. Auch einige Haushalte wurden mit Strom versorgt, welche damit ihre Lampen betrieben. Ein Anschluss kostete rund 250 Mark im Jahr (etwa ein Viertel eines damaligen Jahresdurchschnittslohns), die Kilowattstunde 80 Pfennig. Die Anlage war zu der Zeit mit einer Leistung von ca. 1,2 Megawatt das erste große Kraftwerk auf Wechselstrombasis in Deutschland.
Schon bald reichte diese anfängliche Gesamtleistung nicht mehr aus, da die Entwicklung und Beleuchtung der neuen Stadtteile und die zunehmende Elektrifizierung im Handwerk und Industrie immer mehr Strom benötigte. Weitere Generatoren, nun mit dem effektiveren Wechselstrom, wurden durch die Ehrenfelder Firma Helios installiert. Im Oktober 1901 nimmt zudem die erste elektrische Straßenbahn in Köln ihren Betrieb auf. Alleine sie konsumiert nur zwei Jahre später mit 6.900 MW rund 62 Prozent des im Heiz(kraft)werk Süd produzierten Wechselstroms.
Weitere Erweiterungen und Umbauten vermochten bis 1909 6.078 Abnehmern aus Wirtschaft und Privathaushalten rund 26.400 MW Strom zu liefern. Auch hier waren die Verkehrsbetriebe der größte Kunde (49 %). 1926 wurde die veraltete Wechselstromanlage stillgelegt und erneuert.

### Kriegseinwirkungen
Nach dem letzten Bombardement vom 2. März 1945 blieb Köln elf Tage ohne Strom. Viele Gebäude der Anlage wurden bei dem Angriff beschädigt. Schließlich wurde der Kessel VII über ein Dieselaggregat der Militärregierung wieder in Betrieb genommen. Vier Wochen später, am 30. März 1945, gelang es ein Sechs-Kilovolt-Kabel vom Umspannwerk Pius im Stadtteil Ehrenfeld zum Zugweg durchzuschalten. Im November 1945 konnte für kurze Zeit ein Generator des Kraftwerks eingesetzt werden. Dieser musste aber aufgrund des Mangels an Öl und Kohle seinen Betrieb wieder einstellen. Bis die städtische Versorgung vollends in Betrieb war, wurde dezentral mit kleineren Generatoren gearbeitet und Strom von außerhalb Kölns bezogen. Erst 1949 gingen beide Generatoren im Kraftwerk wieder ans Netz.

### Das Werk heute
1963/64 wurde das veraltete Kraftwerk modernisiert, und nun lieferte das Heizkraftwerk Süd auch Fernwärme. Im Oktober 1966 dann wurde der WDR zu einem der ersten großen Kunden. 1994 erfolgten weitere Umbauten zu einem modernen Kombi-Heizkraftwerk mit einer Gasturbine. Die Gas- und Dampfturbinenanlage (GuD) verfügt über drei Hauptkomponenten: Ein Gasturbosatz (Gasturbine mit Generator); ein Abhitzedampferzeuger mit Zusatzfeuerung und ein Dampfturbosatz (Dampfturbine mit Generator).
Bis Ende 2016 liefert das Heiz(kraft)werk Süd mit modernster Kraft-Wärme-Kopplung auf Basis von Erdgas eine jährliche Stromleistung von rd. 100.000 MW. Aufgrund der Inbetriebnahme der neuen GuD-Anlage „Niehl 3“ des 1977 errichteten Heizkraftwerk Köln-Niehl wurde die Stromerzeugung eingestellt. Seitdem produziert das Heizwerk Süd als Reserveheizwerk alleinig im Winter für die Innenstadt rund 80 MW Fernwärme.
Zum 1. April 2005 firmierte der Besitzer des Areals, die Gas-, Elektrizitäts- und Wasserwerke Köln AG (GEW), in Rheinenergie AG um.

## Architektur
Folgende, im Detail beschriebene, Objekte sind Baudenkmäler im Sinne von § 2 Abs. 1 und 2 des Denkmalschutzgesetzes. Diese sind unter der Nummer 726 seit dem 6. Juli 1981 geschützt.

### Pumpenhaus Severin I (Gebäude 50)
Das Haus dient heute als Betriebs- und Laborgebäude.
Von außen sind zwei Geschosse im Außenbau angedeutet, jedoch ist das Innere später mit drei Etagen neu aufgeteilt worden. Die Mittelachse wird als stark hervor springender Risalit in Dreifensterbreite mit höheren Geschossen ausgebildet. Die gelbe Backsteinfassade wird durch roten Eifeler Sandstein in Fensterbänken, Gesimse und Wandpfeilerkappen aufgegliedert.
Das Gebäude ruht auf einem Basaltsockel. Dazu gibt es Steinbauplastik (zwei Putten, ein Wappen mit Helmzier haltend) im Bogenfeld des Risalitgiebels und oberhalb des Eingangs befindet sich ein Löwenkopf.
Durch Bombenschäden im Zweiten Weltkrieg ist das ursprüngliche Dach, einschließlich des Bauzierrats als Bekrönung der Fassaden, verloren gegangen.

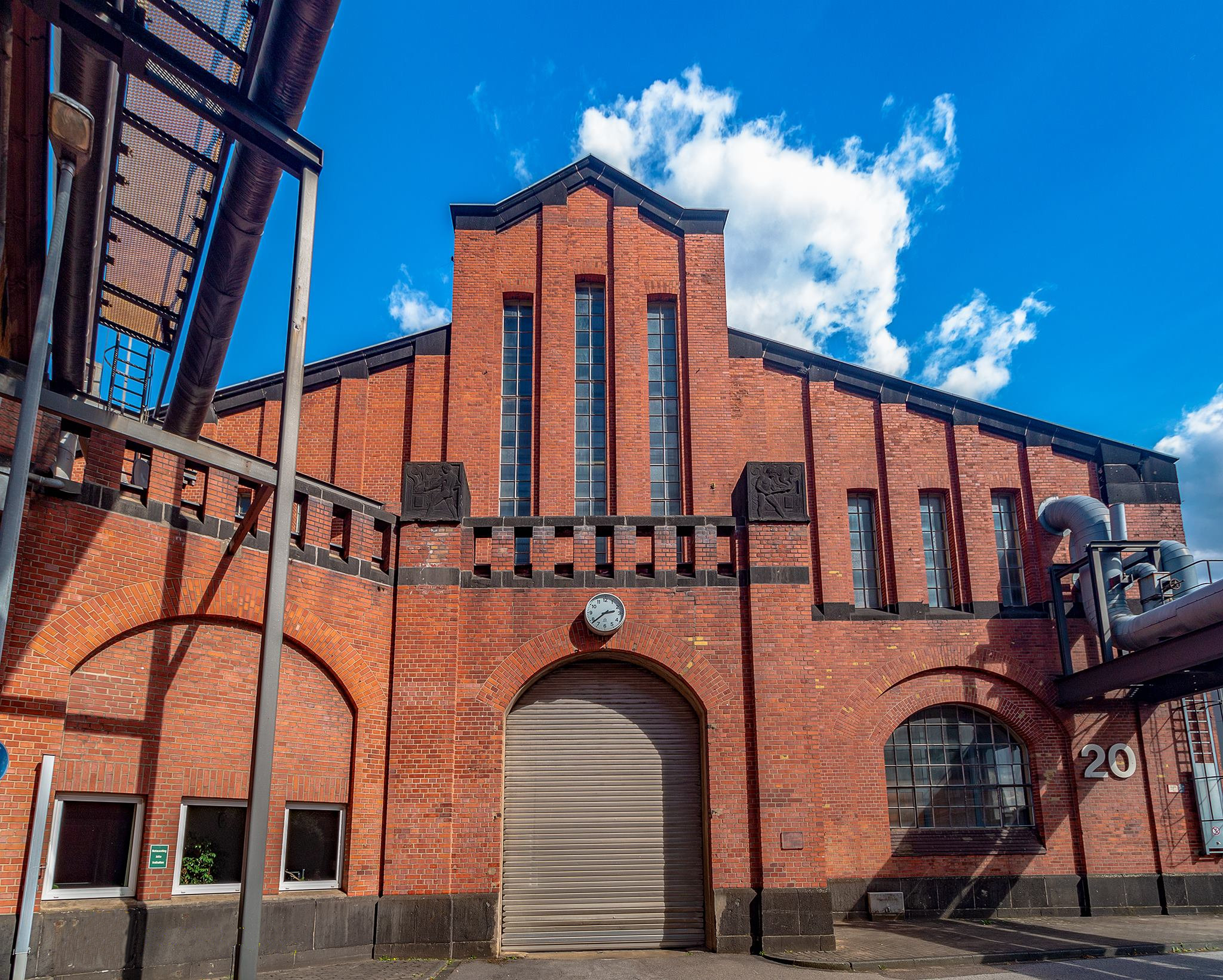
Gebäude 20, Nordseite

### Kesselhaus (Gebäude 20)
Es handelt sich hier um einen, zum Wasserwerk Severin I stumpfwinkelig angeschlossenen Seitenflügel mit einem rückwärtigen Erweiterungsbau aus dem Jahr 1908.
Der symmetrische, sechsachsig langgestreckte Bau wird in der Mittelachse durch dreiachsigen Risalit mit der wiederum in der Höhe hervorgehobene Mittelachse (großes Fenster mit teils originaler Verglasung) betont. Unter dem Fenster findet sich in erhabenen griechischen Lettern: „KINEITAI KAI PEI TA ΠANTA“ (zu deutsch: Es wird bewegt und alles fließt).
Die gelben Backsteinfassaden haben rote Buntsandsteingliederungen (durchlaufende Sohlbänke, Schlussstein, Gesims). Basaltsockel und Kriegsschäden sind ähnlich denen des Gebäudes 50.
Im Innenbereich sind die Wände unten mit grünen Wandfliesen verblendet, untergliedert mit roten Fliesen.
Die Treppenanlage (Metallstufen mit durchbrochenen Metallstößen) in der Mitte, welche zum Untergeschoss führt, sowie das zur Empore, wird je durch ein Geländer mit geometrischem Jugendstil abgegrenzt (1908).
Das Untergeschoss hat eine von steinernen Pfeilern gestützte Kappendecke.
Im Risalit befindet sich eine in den Raum ragende Empore mit Brüstungsgeländer, getragen von drei gusseisernen Säulen. Diese haben mit Palmetten geschmückte Kapitelle mit darüber befindlichen Konsolen.
Auf der Empore befinden sich drei weitere, jedoch schlichtere, gusseiserne Säulen.
Der rückwärtige Erweiterungsbau, errichtet um 1902, hat eine Backsteinfassade mit horizontalen Basaltsteingliederungen, welche Anklänge an Romanik und Gotik suchen. Nach oben begrenzt wird das Ganze durch eine Beglasung welche attikaartig mit Drillingsfenstern aufragt. Das erneuerte Satteldach (axialsymmetrischer Ziergiebel) hat einen überhöhten First mit beidseitigen Oberlichtstreifen.

### Maschinenhaus (Gebäude 10)
Der langgestreckte, im Jahr 1900 errichtete Bau, verfügt über ein ebenfalls erneuertes Satteldach, das früher noch Dachreiter und -gauben hatte. In der Mitte befinden sich querschiffartige Vorbauten. Einer wird auf der straßenwärtigen Seite von Rundtürmen flankiert. Im Nordwesten befindet sich ein großer runder Treppenturm mit Zwerggalerie, Dachgauben und krönend aufgesetzter Laterne.
An der stufenportalartig gestalteten Giebelfront im Norden findet sich ein risalitartiger Vorbau, loggienartig mit bekrönendem Balkon und einem steinernen Löwen auf den Eckpfosten gestaltet. Die originale Türe (zweiflügelig), eingebaut in hellem Sandstein, besitzt ein reich untergliedertes Rundbogenoberlicht. Die Außenbaugliederung mit Rundbogenfenster und Attikabefensterung, sitzt auf rote Backsteinfassaden, ebenfalls mit Basaltgliederungen und Anklängen an die Romanik.
Im Inneren findet sich ein Mosaikfußboden im Vorflur und Kreuzrippengewölbe mit Köpfen als Konsolen. Der Treppenturm hat drei übereinander befindliche Treppensysteme aus verschiedenen Jahrzehnten.

### Lagerschuppen (Gebäude 71)
Es handelt sich hier um ein 1903 errichtetes Nebengebäude am Bonner Wall.
Ein niedriger, an die Mauer gebauter, langgestreckter, schmaler Bau mit einem Pultdach verfügt über eine rote Backsteinfassade, welche durch drei Holztore und drei dazwischen befindlichen Fensterpaaren unterbrochen wird. U. a. werden hier Stromzähler gelagert.

### Kesselhaus Severin II (Gebäude 70)
Der 1901 erbaute, freistehende Langbau, ebenfalls am Bonner Wall gelegen, mit einem mit straßenwärts niedrigem Vorbau, wurde früher von zwei Kaminen flankiert. Daran erinnern nur noch die quadratischen Sockel. Jedoch wird ein Sockel von einem modernen schlanken Metallschornstein genutzt. Es gibt ein Satteldach mit überhöhtem First, welcher beidseitige Oberlichtstreifen beherbergt. Die roten Backsteinfassaden (Romanik, Gotik), basierend auf Basaltsockeln, sind mit dunkelroten, glasierten Klinkern gegliedert. Der nordwestliche Innenhofteil wurde über die Jahre durch Bürobauten verändert. Auf Nordseite finden sich die vier original erhaltenen, zweiflügeligen Metalltore.
Das Gebäude beherbergt im Inneren eine große Halle mit einem offenen Dachstuhl. Die gelben Klinkerwände haben eine Musterung durch rote Klinker.

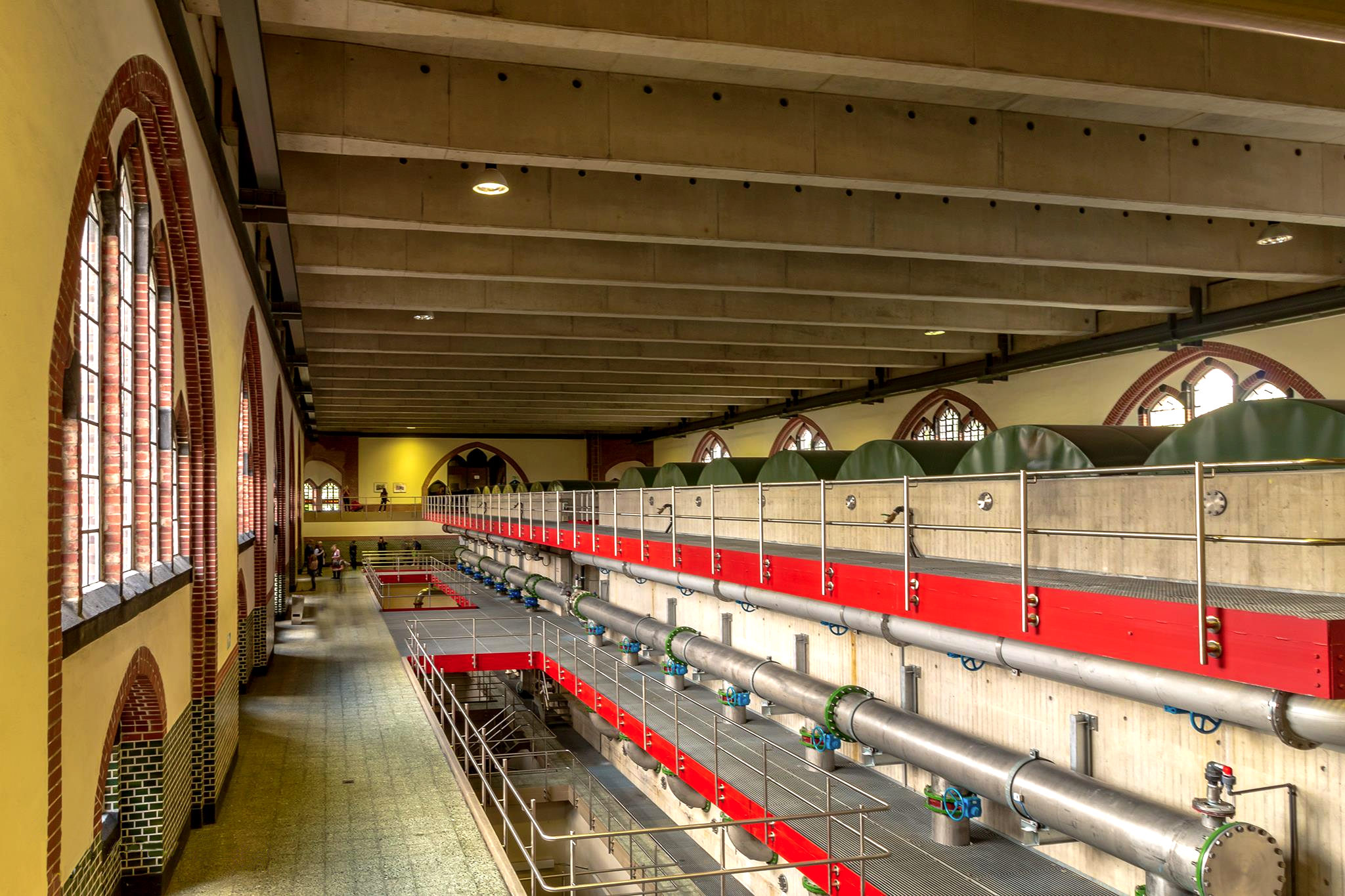
Pumpenhalle, Gebäude 60

### Pumpenhaus Severin II (Gebäude 60)
Einen freistehender, langgestreckter Bau mit Walmdach und polygonaler Eckgestaltung. Die Turmaufsätze aus dem Errichtungsjahren 1900–1901 sind heute nicht mehr vorhanden.
In der Mittelachse der Nordfront befindet sich eine zweiflügelige Türe sowie ein Treppengiebel, von ehedem Weiteren.
Das Gebäude gliedert sich in drei Stockwerke, inklusive des ausgebauten Dachgeschosses.
Von dem in jeder der fünf Gebäudeachsen vorhandenen Spitzbogenfenster mit je fünf Lanzettfenstern (mit horizontalen, orangefarbenen, verglasten und metallenen Kleeblattstreifen) sind auf der Nordfront noch drei und auf der Südfront das Mittlere erhalten.
An den unteren Wandpartien des am Rande begehbaren Hauptgeschosses befinden sich grüne Fliesen mit roten Randstreifen.
Es wird heute weiter als Pumpenhalle genutzt.

### Einlaufhaus (Gebäude 62)
Das an der Ohmstraße gelegene Gebäude wurde – ausweislich einer Inschrift der Wetterfahne – im Jahr 1901 errichtet. In dieser Inschrift findet sich auch das Datum der Restaurierung im Jahr 1981.
Es handelt sich bei diesem Haus um ein, in eine Einfriedung eingebundenes, freistehendes Gebäude mit steilem Walmdach.
Zum Betriebsgelände hin wurde es stadttorartig gestaltet mit einem Stufenportal und mit flankierenden Ecktürmen. In Letzteren finden sich drei gekuppelte Lanzettfenster.
Neben dem Basaltsockel und -gesims finden sich einzelne Basaltsteine an Fenster- und Türeinfassungen. Im Innenraum schwebt ein Kreuzrippengewölbe über blauen, durch braune Fliesen gegliederte, Wandfliesen.

### Kamine (Gebäude 21 und 22)
Bei diesen zwei Bauwerken handelt es sich um 1905 errichtete, 75 Meter hohe, Industrieschornsteine auf rundem Grundriss. Verzierungen im Backsteinwerk.

### Einfriedung
Die mit gotisierenden Blendbögen gestaltete Backsteinmauer um das gesamte Gelände, wurde um 1900 gebaut. Oben und unten mit Basalt fundiert, bzw. gedeckelt. Sie wird teilweise nur als schmiedeeiserner Zaun ausgeführt. Am Bonner Wall mit eingearbeiteten Wasserfontänenmotiv und im Bereich Zugweg mit dem Motiv der Neptungabel.
Die Bewertung als Denkmal ergab sich aus folgenden Betrachtungen:
Die Bauten stellen ein größeres Ensemble von technischen Bauten aus den Jahren kurz vor und nach der Jahrhundertwende dar. Hier wird der entwicklungsgeschichtliche Stand einer zentralisierten Wasser- und Stromversorgung dargestellt. Die relativ vollständige Einheit bildet einen heute stark wahrnehmbaren Akzent der südlichen Kölner Neustadt. Sie dokumentiert einen, im Zuge der Stadterweiterung, repräsentativen Gestaltungswillen. Aus kunsthistorischer Sicht zeigen die Bauwerke den Wandel von Stilmerkmalen früherer Epochen (Klassizismus zur Renaissance, zur Romanik und schließlich Gotik).
Im Gelände befindet sich ein oberirdischer Gasspeicher.

## Sonstiges
Das Gelände ist nicht öffentlich zugänglich. Jedoch gibt es zu besonderen Anlässen, etwa bei der „Kölner Theaternacht“ oder der „Nacht der Technik“ bzw. dem Tag des offenen Denkmals Einlass auf das Gelände. Am 15. September 2018 gab es unter der Überschrift „Energiewalk“ eine Öffnung für 21 Instagrammer, welche dort besonders seltene Fotomotive finden konnten.
Auf dem Gelände gibt es seit 2017 drei fremdbetreute Bienenvölker. Hierfür wurde auch eine Wildwiese eingesät.